# Lăzăreni
Lăzăreni is een Roemeense gemeente in het district Bihor.
Lăzăreni telt 2955 inwoners.